# 根尾村立大須小学校上大須分校
根尾村立大須小学校上大須分校（ねおそんりつ おおすしょうがっこう　かみおおすぶんこう）は、かつて岐阜県本巣郡根尾村（現・本巣市）に存在した公立小学校の分校。

## 概要
- 大須小学校の分校であり、上大須が校区であった。

## 沿革
上大須地区・下大須地区は義務教育免除地に指定され、1902年まで義務教育は行われなかった。この地域の児童は1875年に下大須村の福寿寺の住職が開いた私塾で教育を受けていた。
- 1903年（明治36年） - 東根尾村大字上大須に大須尋常小学校上大須分教場として開校。校舎は東根尾村大字上大須字郷村1772[注釈 3]に新築。
- 1904年（明治37年）4月1日 - 東根尾村、中根尾村、西根尾村が合併し、根尾村が発足。
- 1917年（大正6年） - 校舎を改築する。
- 1941年（昭和16年）4月1日 - 大須国民学校上大須分教場に改称する。
- 1947年（昭和22年）4月1日 - 根尾村立大須小学校上大須分教場に改称する。
- 1949年（昭和24年）4月 - 根尾中学校上大須分校を併設する。
- 1956年（昭和31年） - 大須小学校と大須小学校上大須分校の統合の議論が起きる。
- 1960年（昭和35年）
  - 4月 - 根尾村立大須中学校上大須分校を併設。
  - 6月 - 大須小学校と大須小学校上大須分校の統合し、新たに統合校舎を建設することが議決され、1960年10月に着工となる。
  - 9月 - 7月・8月に発生した風水害の被害の復旧を優先することとなり、統合校舎建設は延期となる。
- 1963年（昭和38年）12月30日 - 大須小学校の統合校舎が完成により、大須小学校に統合され廃校。同時に大須中学校上大須分校も廃校。